# Gammalstorps mölla
Gammalstorps mölla är en ort i Farstorps socken i Hässleholms kommun i Skåne län. 1995 klassades orten som en småort
Byn var förr den största av 24 i Farstorps socken. Här har förr funnits en affär, men numera är här enbart hus samt några enstaka småföretag.
Det fanns även förr i tiden en fotbollsklubb i bygden, Gammalstorp IF. Klubben upplöstes dock när man bildade Farstorps GoIF.

## Befolkningsutveckling
| Befolkningsutvecklingen i Gammalstorps mölla 1990–1995 | Befolkningsutvecklingen i Gammalstorps mölla 1990–1995 | Befolkningsutvecklingen i Gammalstorps mölla 1990–1995 | Befolkningsutvecklingen i Gammalstorps mölla 1990–1995 | Befolkningsutvecklingen i Gammalstorps mölla 1990–1995 |
| ------------------------------------------------------ | ------------------------------------------------------ | ------------------------------------------------------ | ------------------------------------------------------ | ------------------------------------------------------ |
|                                                        |                                                        |                                                        |                                                        |                                                        |
| År                                                     |                                                        |                                                        | Folkmängd                                              | Areal (ha)                                             |
| 1990                                                   | 1990                                                   |                                                        | 50                                                     | 12                                                     |
| 1995                                                   | 1995                                                   |                                                        | 53                                                     | 14                                                     |
| Anm.: Ej småort 2000                                   |                                                        |                                                        |                                                        |                                                        |